# Inséparables (film, 2019)
Pour les articles homonymes, voir Inséparable (homonymie).
Pour plus de détails, voir Fiche technique et Distribution.
Inséparables est une comédie française réalisée par Varante Soudjian, sortie en 2019.

## Synopsis
Le jeune Mika passe au tribunal pour escroquerie. À sa sortie du tribunal, il est menacé par des hommes de main. Il retourne aussitôt dans la salle d'audience et mord la main de la juge pour être jeté en prison, où il sera en sécurité. Une fois incarcéré, il partage la cellule d'un dénommé Poutine, fan d'armes à feu et spécialiste des armes russes. Mika séduit ce Poutine par sa connaissance de ces armes et les deux détenus deviennent amis. Racketté par d'autres prisonniers, Mika est protégé par Poutine, qui est craint des autres prisonniers car réputé fou et incontrôlable. Mika ressort assez vite et promet à son copain de fonder une entreprise lorsque celui-ci sortira ; ils sont unis pour la vie, inséparables.
Trois ans plus tard, alors que Mika a fait sa place dans une grande entreprise de la Côte d'Azur, il est soudain rattrapé par le passé, puisque Poutine réapparaît, alors même que Mika, devenu directeur financier, s'apprête à épouser la fille de son patron. Le passé va resurgir et Mika, qui a changé de nom, a peur de tout perdre. Il va vainement essayer de se débarrasser de ce partenaire un peu trop voyant et extravagant, mais celui-ci, têtu, maintient l'idée de fonder une entreprise avec son ami. Il envisage d'acheter des hélicoptères russes et de les utiliser pour balader les touristes. Mika essaie de lui faire comprendre que ce n'est pas possible, mais Poutine maintient fermement son projet. Se faisant rattraper par son passé, Mika va avoir besoin de Poutine pour le sortir de sa situation, et finalement, inséparables ils resteront.

## Fiche technique
- Titre original : Inséparables
- Réalisation : Varante Soudjian
- Scénario : Varante Soudjian et Thomas Pone
- Directeur de la photographie : Morgan S. Dalibert
- Montage : Brian Schmitt
- Son : Guillaume Le Braz
- Musique : Maxime Desprez et Michael Tordjman
- Production : Cyril Colbeau-Justin, Jean-Yves Robin et Marc Stanimirovic
- Sociétés de production : CCJ Films et Monkey Pack Films
- Société de distribution : SND (France)
- Pays d'origine :  France
- Langue originale : français
- Format : couleur
- Genre : comédie
- Durée : 94 minutes[1]
- Date de sortie :
  - France : 4 septembre 2019

## Distribution
- Ahmed Sylla : Mika Sakho alias Mika Mendy
- Alban Ivanov : Pascal Fremont, dit « Poutine »
- Judith El Zein : Charlotte Beaumont
- Ornella Fleury : Elisa Beaumont
- Christian Bujeau : Henri Beaumont
- Amir El Kacem : Karim
- David Salles : Santi
- Jean-Philippe Ricci : Serge Ferroni
- Pierre-Marie Mosconi : Marco Ferroni
- Laurence Yayel : Sarah
- Marie Berto : le juge
- Christophe Favre : le patron du cercle de jeu
- Jonas Dinal : l'homme de main de Ferroni

## Accueil

### Accueil critique
Le film reçoit dans sa globalité un accueil critique mitigé.

### Box-office
Pour sa première journée d'exploitation en France, le film a réalisé près de 312 000 entrées pour ses débuts en salles.